# 褐黃齒鰩
褐黃齒鰩（學名：Dentiraja cerva），為軟骨魚綱鰩目鰩科齒鰩屬的一種，分布於東印度洋澳洲海域，深度20至470公尺，本魚上體黃褐色至灰褐色，有許多小的、大小規則的白色斑點，腹部呈白色，體長可達66公分，壽命可達9年，棲息在大陸棚與大陸坡軟底質海域，為底棲性魚類，卵生，卵囊為長方形並有堅硬角狀突起，幼魚會跟隨較大的個體，生活習性不明。